# Mercedes McCambridge
Mercedes McCambridge (16. ožujka 1916. – 2. ožujka 2004.), američka radijska, filmska i kazališna glumica, dobitnica Oscara za najbolju sporednu glumicu (1949. godine). 

## Životopis
Mercedes ili, kako su je svi zvali, Mercy, rođena je u obitelji irskog podrijetla. Nakon diplome na Mundelein koledžu u Chicagu, započela je karijeru kao glumica na radiju. Debitirala je na filmu 1949. godine, ulogom u Svim kraljevim ljudima. Film je dobio Akademijinu nagradu za najbolji film, a McCambridge je nagrađena kao najbolja sporedna glumica. Također je dobila i Zlatni globus.
Godine 1954. McCambridge je nastupila uz Joan Crawford i Sterlinga Haydena u westernu Johnny Gitara. Dvije godine kasnije pojavila se u sporednoj ulozi u filmu Div, uz zvijezde Jamesa Deana, Elizabeth Taylor i Rocka Hudsona te je ponovo bila nominirana za Oscara za najbolju sporednu glumicu. Godine 1959. nastupila je u cijenjenom Iznenada, prošlog ljeta, uz Taylorovu i Katharine Hepburn. 
Njeno radijsko iskustvo bilo je presudno kod dobivanja uloge u kultnom horroru Egzorcist (1973.) McCambridge je dala glas vragu, koji progovara iz opsjednute Linde Blair. Nastavila se pojavljivati na filmu i u kazalištu, do umirovljenja 1992. godine.
Unatoč uspješnoj karijeri, privatni je život Mercedes McCambridge bio obilježen alkoholizmom i tragedijama. Drugi joj se brak, s radijskim redateljem Fletcherom Markleom, raspao zbog njene sklonosti piću. Uspjela se riješiti poroka nakon godina liječenja. Njen sin John iz prvog braka je sudjelovao u velikoj pronevjeri, a u optužnicu je bila uključena i Mercedes, no kasnije je oslobođena optužbi. Pokleknuvši pod teretom skandala, John je 1987. godine ubio svoju suprugu, djecu i sebe.
Proživjevši posljednje godine života u La Jolli, predgrađu San Diega, Mercedes McCambridge je umrla 2004. u 88. godini života.

## Vanjske poveznice
- Mercedes McCambridge u internetskoj bazi filmova IMDb-u (engl.)